# Led Zeppelin IV
O quarto álbum de estúdio da banda britânica de rock Led Zeppelin foi lançado em 8 de novembro de 1971 e nunca recebeu um título oficial, por isso é conhecido apenas por Led Zeppelin IV.
Após os comentários negativos da crítica a respeito do álbum Led Zeppelin III, o guitarrista e líder da banda, Jimmy Page, decidiu que o quarto disco do grupo não teria nome e que cada um dos quatro integrantes devia escolher um símbolo qualquer para representá-lo na capa, e nada mais estaria escrito nela. A banda começou a gravar o disco em dezembro de 1970 e usou vários estúdios na Inglaterra e nos Estados Unidos, com as gravações sendo acompanhadas por membros dos The Rolling Stones, outro grupo que estava em destaque na época. A principal faixa do álbum, "Stairway to Heaven", foi composta por Jimmy em parceria com o vocalista Robert Plant enquanto a banda estava em turnê pelos Estados Unidos, e mesmo nunca tendo sido lançada como single, tornou-se a canção de maior sucesso daquele ano, e é considerada até hoje uma das melhores gravações musicais de todos os tempos.
Assim que foi lançado, o disco alcançou o segundo lugar da Billboard 200 nos Estados Unidos, enquanto "Stairway to Heaven" tornou-se um sucesso nas rádios e embalou o álbum inteiro, que em dois meses tornou-se o mais comprado do ano e, hoje em dia, já vendeu mais de vinte e três milhões de cópias só nos Estados Unidos, além de ter vendido cerca de quarenta milhões de cópias a nível mundial, sendo assim um dos álbuns mais vendidos da história, além de ter recebido aclamação da crítica especializada e ser apontado até hoje como um dos discos de rock and roll mais importantes de todos os tempos.

## Produção

### Gravação
Em dezembro de 1970, a banda se reuniu no recém inaugurado Sarm West Studios para a pré-produção de seu até então novo álbum, mas naquela época o Jethro Tull também estava usando o estúdio para gravar seu próximo disco, Aqualung, por isso o grupo decidiu finalizar a produção no Headley Grance, um pequeno mas famoso estúdio no interior da Inglaterra; o líder e guitarrista da banda, Jimmy Page, explicou a mudança dizendo que foi uma sugestão dos integrantes do Fleetwood Mac, e que banda sentia necessidade de trabalhar em um local em que eles pudessem "beber uma xícara de chá ou andar pelo jardim" sempre que quisessem, sem se preocupar com a imprensa ou com os fãs. O escritor Dave Lewis também explicou que nesse ambiente mais tranquilo e calmo a banda não sentiu pressão ou cobrança, por isso terminou o trabalho mais rápido e o resultado foi mais "fresco e sincero".
Assim que as partes básicas foram terminadas, o grupo voltou ao Sarm West Studios para adicionar alguns detalhes e efeitos, e depois conduziu o processo de mixagem no Sunset Studios, na cidade americana de Los Angeles; a banda acabou não gostando muito do resultado final da edição, por isso o grupo decidiu refazer parte do trabalho, levando a data de lançamento a ser adiada por alguns meses. Enquanto trabalhava na segunda mixagem, a banda criou e gravou as faixas "Down by the Seaside", "Night Flight" e "Boogie with Stu" com a participação de Ian Stewart, dos The Rolling Stones, no piano, e apesar de não terem sido lançadas já no Led Zeppelin IV, as três canções foram incluídas mais tarde no álbum duplo Physical Graffiti.

### Controvérsia sobre o título
Depois dos comentários negativos sobre o fato da banda não ter dado nome ao seu terceiro álbum, Led Zeppelin III (1970), Jimmy Page decidiu que o quarto disco da banda não teria nem título nem nada escrito nem na capa nem no encarte além da letra das canções, trazendo apenas quatro símbolos aleatórios, com cada membro da banda escolhendo um símbolo para si; o guitarrista explicou que para ele, "nomes e títulos não significam nada". Mais tarde, Jimmy comentou que a decisão de lançar o disco sem título também foi tomada devido a grande pressão que o agente da banda fazia sobre ele para acabar com essa questão, por isso o guitarrista continuou firme sobre sua vontade, pois segundo ele, a banda se sentia a vontade com o que estava fazendo e não pretendia mudar só porque sua gravadora queria. Em 2010, em entrevista a revista The Times, Jimmy declarou:
| “ | Não foi fácil, a gravadora insistia para pormos um nome nele; nos foi dito que seria um suicídio profissional lançar mais um álbum sem nome; a realidade era que tínhamos ouvido muitos comentários negativos sobre nossos álbuns; outro álbum sem título me pareceu a melhor resposta para todos os críticos, pois sabíamos que os discos estavam sendo bem recebidos pelas vendas e plateias nos concertos. | ” |

Quando perceberam que a banda estava irredutível, os executivos da Atlantic Records ordenaram às gráficas que imprimissem os quatro símbolos em tamanho grande, para preencher a capa, e também para que a imprensa tivessem um ponto de referência para a publicação de artigos; como um nome oficial nunca foi feito, o disco é comumente apenas referido como Led Zeppelin IV, mas também costuma ser chamado em artigos de Four Symbols (Quatro Símbolos) ou The Runes (As Runas), dependendo do autor, e o vocalista do grupo, Robert Plant, apenas o chama de "o quarto álbum, nada mais".

### Capa e escolha dos símbolos
Cada um dos quatro integrantes da banda escolheu um símbolo para representá-lo nas capas e no encarte interno, e apesar do disco também ser conhecido como "Runas", apenas os dois símbolos do meio são realmente runas, sendo os outros dois símbolos mágicos ou de múltiplos sentidos.
O símbolo relacionado ao guitarrista Jimmy Page geralmente é associado a uma palavra da língua grega, ZoSo, e significa salvação, entrando no campo espiritual, no entanto a imagem não tem uma conotação alfabética nem linguística, tendo sido desenhada pelo próprio músico. A fonte do símbolo é de conhecimento público, mas o significado continua sendo um mistério até os dias de hoje; o símbolo apareceu pela primeira vez no livro Ars Magica Arteficii, de 1557, escrito pelo alquimista Girolamo Cardano, onde é identificado como um símbolo composto por signos do zodíaco. O símbolo também foi reproduzido no Dicionário de Ocultismo e Símbolos Alquímicos, de Fred Gettings, publicado em 1982. O símbolo era muito utilizado para representar o planeta Saturno em rituais de magia, e Jimmy o escolheu por ser do signo de Capricórnio, um signo comandado por Saturno; a parte parecido com a letra Z é comumente associado a Saturno na astrologia, e a parte oSo é parecido com o símbolo alquímico do Mercúrio, também muito associado a Saturno. O que o símbolo representa para Jimmy, no entanto, é um mistério, uma vez que ele nunca revelou publicamente o seu significado total.
O símbolo do baterista John Bonham, mostra três círculos interligados, e representa a trindade familiar entre o homem, a mulher e a criança.Também se assemelha à uma bateria vista de cima. O fato de os símbolos do John Bonham e do John Paul Jones, o baixista da banda, serem extremamente semelhantes e serem a imagem invertida um do outro não é por acaso; no jazz, um dos estilos musicais de muita influência no grupo, o baixista e o baterista formam partes interligadas de uma seção rítmica. Além disso, esse símbolo também aparecia no rótulo da cerveja Ballantine, que era a favorita de Bonham, assim, na hora de escolher o símbolo que o representaria, ele decidiu pegar esse emprestado por achar que também teria um efeito cômico, e o  círculo no meio do símbolo de John Paul Jones também representa uma pessoa com confiança e competência.

O símbolo das três pirâmides, escolhido pela cantora Sandy Denny.

O vocalista Robert Plant adotou como símbolo inspirado na deusa egípcia Ma'at, mostrando uma pena, que significa verdade, justiça e lealdade, envolta por um círculo impenetrável que significa vida. De acordo com a mitologia egípcia, Anúbis, o deus do julgamento e da morte, pegava o escaravelho-sagrado (que significa o coração) daqueles que morriam  e colocava em uma balança juntamente com uma pena de Ma'at; se o escaravelho fosse mais pesado que a pena, a alma da pessoa iria para o inferno, e se fosse mais leve que a pena, a alma iria para o céu, e Robert achou que esse paradoxo era uma perfeita alusão à música da banda. Além dessas quatro imagens, o encarte interno traz um quinto símbolo, composto por três pirâmides invertidas, escolhido pela cantora Sandy Denny, que participa da canção "The Battle of Evermore".
A capa frontal foi inspirada numa pintura a óleo que Jimmy encontrou na cidade de Reading, na Inglaterra, e é interpretada de várias maneiras, mas a teoria mais aceita diz que a imagem de um camponês velho não aguentando o peso dos galhos que está levando tem a intenção de dizer que as pessoas deviam plantar e cuidar da Terra, ao invés de colher em excesso e destruir o planeta. A ilustração interior, conhecida como The Hermith (O Eremita), foi inspirado na carta homônima no Baralho de Tarot. A face na página em que está a letra de "Stairway to Heaven" também foi escolhida por Jimmy, que a encontrou em uma edição da extinta revista The Studio, publicada em 1983.
Durante muitos anos, acreditou-se que a imagem na capa era uma pintura. O grupo tê-la-ia encontrado numa loja de antiguidades, em Pangbourne, Inglaterra.
Em 2023 Foi identificado o homem na capa que é um reparador de telhados da era vitoriana, de seu nome Lot Long. O investigador, Brian Edwards, encontrou-o num livro com fotografias desse período, numa casa de leilões, reconhecendo-o de imediato como o homem na capa do álbum. A fotografia foi registada por Ernest Farmer e está em exposição no Wiltshire Museum, em Wiltshire, no Reino Unido. A investigação dá conta de que Lot Long terá nascido em Mere, localidade do sudoeste inglês, em 1823, tendo morrido em 1893, com aproximadamente 70 anos. Na época em que foi fotografado, era viúvo e vivia numa cabana em Mere.

## Canções e estilo musical
Led Zeppelin IV é formado por oito canções, a maioria escrita por Jimmy Page e Robert Plant, mas todos os integrantes criaram material para o disco. "Black Dog" teve sua estrutura básica composta pelo baixista John Paul Jones, que queria criar uma melodia para que as pessoas só ouvissem ao invés de dançar, inspirado pelo jazz rock e pelo electric blues; a banda se inspirou na canção de 1969 "Oh Well", do Fleetwood Mac, para criar a atmosfera da canção e o título foi criado em referência a um "Cachorro Preto" que era visto entrando e saindo do pátio do Headley Grange Studios enquanto a banda estava lá, mas o animal não tem ligação nenhuma com a letra da canção, que fala sobre um amor desesperado por uma mulher, em uma situação de final triste. "Rock and Roll" foi composta ao estilo de jazz blues, baseado na sequência de acordes conhecida como Twelve-bar blues; Jimmy Page explicou que a canção foi criada "acidentalmente" quando a banda estava tentando, sem sucesso, terminar a faixa "Four Sticks", com Robert Plant introduzindo na letra referências a vários sucessos dos anos 50 e 60, como "The Stroll" e "The Book of Love".
"The Battle of Evermore", assim como muitas canções do grupo, tem referências à saga O Senhor dos Anéis, de J. R. R. Tolkien; a letra foi criada por Jimmy no estúdio de gravação enquanto ele tocava o bandolim de John Paul Jones, tendo sido gravada com bandolim e violão e adaptada como um dueto entre Robert Plant e a cantora britânica Sandy Denny, sendo a única faixa da banda com um cantor de fora do grupo. "Stairway to Heaven" foi criada em parceria por Jimmy e Robert e formatada em duas seções, com a primeira parte de caráter acústico apenas com violão e o som leve de uma flauta, com inspirações no folk rock, e na segunda parte são introduzidos os instrumentos elétricos, com um longo solo de Jimmy encerrando a melodia. A estrutura básica da canção foi criada quando os dois músicos estavam tendo um dia de folga no País de Gales e embora a maioria do trabalho de gravação tenha sido realizado no Headley Grange, o solo de Jimmy foi gravado no Island Studios, em Los Angeles.
"Misty Mountain Hop" foi criada por John Paul Jones e é descrita como uma canção no clássico estilo de hard rock.Começa com John Paul tocando piano elétrico, e o baixista também inclui partes de teclado e sons de sintetizadores. e A performance do baterista John Bonham é descrita como a mais "poderosa" na discografia da banda. "Four Sticks" foi titulado assim porque John Bonham gravou a bateria usando "Quatro Baquetas". A banda teve dificuldade em finalizar a canção por não conseguir alcançar a sonoridade desejada, levando Jimmy a gravar e descartar vários solos até achar o som que lhe pareceu mais adequado. Um dos solos descartados foi o que acabou originando a canção "Rock an Roll" pouco tempo depois. "Going to California" é uma canção que também foi baseada no folk rock, desenvolvida com um violão e um bandolim. Para gravar seu solo, Jimmy usou a afinação Double drop D tuning, na época inovadora e considerada dificílima de se alcançar com perfeição. "When the Levee Breaks" foi originalmente gravada e lançada em 1929 pelo casal Kansas Joe McCoy e Memphis Minnie em referência a uma grande enchente ocorrida no estado americano do Mississippi em 1927; a banda regravou a letra, mas criou uma nova melodia baseado num solo de Jimmy criado especialmente para aquela faixa.

## Lançamento e recepção

### Desempenho comercial
Assim que foi lançado, o álbum tornou-se um sucesso comercial imediato, atingindo o primeiro lugar da UK Albums Chart no Reino Unido, permanecendo no topo por três semanas consecutivas. Ainda assim, permaneceu na parada por um total de sessenta e duas semanas, fazendo várias reentradas através dos anos, sendo a mais recente em 2007, ficando cinco semanas entre os mais vendidos. Hoje em dia já vendeu quase duas milhões de cópias no território britânico. Nos Estados Unidos, estreou direto na segunda posição da Billboard 200, na que também foi sua posição mais alta, atrás apenas do álbum Santana III, da banda Santana. Desde então, já passou duzentas e sessenta e uma semanas na parada, tendo vendido mais de vinte e três milhões de cópias no país, sendo assim o terceiro álbum mais comprado na história dos EUA, atrás apenas de Their Greatest Hits do Eagles, e Thriller de Michael Jackson. No Canadá, o disco estreou em primeiro lugar na Canadian Albums Chart, onde passou quatro semanas, e até hoje já vendeu mais de duas milhões de cópias, sendo assim o sexto álbum mais vendido do país e o terceiro a atingir a marca de dois discos de diamante.
A nível mundial, Led Zeppelin IV já vendeu cerca de quarenta milhões de cópias, sendo assim o décimo segundo álbum mais comprado da história, e o terceiro mais comprado na categoria de hard rock, atrás apenas de Bat Out of Hell do Meat Loaf, e Back in Black do AC/DC.

### Avaliação da crítica
| Críticas profissionais | Críticas profissionais |
| Avaliações da crítica  | Avaliações da crítica  |
| Fonte                  | Avaliação              |
| ---------------------- | ---------------------- |
| Allmusic               | [ 19 ]                 |
| Revista Q              | [ 20 ]                 |
| Rolling Stone          | [ 21 ]                 |
| Entertainment Weekly   | "A+"                   |
| Robert Christgau       | "A"                    |
| BBC Music              | "Favorável"            |
| Billboard              | "Favorável"            |
| Spin                   | "Favorável"            |

Led Zeppelin IV recebeu aclamação mundial da crítica, e continua recebendo ótimas avaliações até hoje. Stephen Thomas Erlewine, do conceituado Allmusic, deu ao álbum a nota máxima de cinco estrelas e apontou que o disco não apenas define o som da banda mas também o som do hard rock dos anos 70 como um todo. Erlewine escreveu que mesmo a canção mais simples, "Rock and Roll", possui um grande efeito dramático, e que "Stairway to Heaven" é a canção mais famosa do grupo por uma boa razão, pois, segundo ele, "a faixa evolui de um simples som de violão até uma batida forte, épica e impactante que embala o disco inteiro." Daryl Easlea, da BBC Music, apontou "Rock And Roll", "Black Dog" e "Misty Mountain Hop" como "os pontos altos de um gênero", e definiu o álbum como tendo um som "imaculado", possuindo uma "musicalidade obscura e uma marcante mudança de tons". Burhan Wazir, da Billboard, escreveu que o álbum traz um "brilhante contraste de sons", e é uma ótima combinação do hard rock com o folk rock.
Tom Sinclair escreveu para o Entertainment Weekly dizendo que "Stairway to Heaven" continua sendo assassinada por DJ's, mas que ainda assim é uma canção incrível, assim como o álbum inteiro. Lenny Kaye, da revista Rolling Stone, apontou que o sucesso do álbum se deve ao fato de ser variado mas sem fugir às raízes da banda, e que as oito faixas soam como uma única grande obra de arte. Lenny também aplaudiu o "dinamismo" na voz de Robert Plant e a capacidade de Jimmy Page de tocar guitarra de um forma "poderosa e simples ao mesmo tempo". Beto Guzzo, que avaliou para o website brasileiro Whiplash.net escreveu que "ouvir o quarto álbum do Led Zeppelin no último volume é uma experiência extremamente prazerosa e não oferece nenhuma dificuldade", e escreveu que o disco arrepia o ouvinte "da ponta dos pés até o último fio de cabelo", finalizando a resenha apontando que, em sua opinião, o disco é um dos cinco melhores álbum de rock de todos os tempos.

### Legado e reconhecimento
Apontado como o mais importante álbum de rock and roll de todos os tempos, Led Zeppelin IV é descrito por membros de algumas das maiores bandas da história como grande influência, assim como a razão para muitos outros artistas famosos terem se envolvido na música. Axl Rose, vocalista do Guns N' Roses, já disse em entrevistas que o álbum foi o primeiro disco que ele comprou com seu próprio dinheiro, e que foi o que tornou-o fã de música pesada, assim como o primeiro guitarrista da banda, Slash, que começou a tocar guitarra apresentando as canções do álbum em festas escolares. Freddie Mercury, vocalista do Queen, é outro cantor que revelou ter baseado suas próprias composições nas canções do disco, principalmente "Stairway to Heaven", que o cantor ouvia quando precisava de inspiração para terminar a canção "Bohemian Rhapsody", um dos maiores sucessos do Queen. Músicos de outros estilos também reconhecem a influência do álbum em suas carreiras, como a popstar Madonna, que contou em suas biografias que o Led Zeppelin IV era tudo o que ela ouvia em 1971, e que o álbum a levou a "acreditar que a imortalidade musical era possível". Em 2010, a cantora Adele indicou o álbum como o disco de rock que ela mais ouvia na infância.
Led Zeppelin IV foi um dos primeiros álbuns a serem aceitos na Calçada da Fama do Grammy. Em 2001 a revista Classic rock o elegeu em primeiro lugar na lista dos "100 Maiores Álbuns de Rock da História", além de também ter entrado na lista dos "500 Melhores Álbuns de Sempre da revista Rolling Stone e de ser o quarto colocado na lista da Calçada da Fama do Rock and Roll dos "200 Álbuns Definitivos de Todos os Tempos. Em 1994, "Rock and Roll" entrou para a Calçada da Fama do Rock and Roll como uma das "500 Canções que Formaram o Rock and Roll", e a revista Q a elegeu décima sétima na lista das "50 Canções mais Excitantes da História". "Black Dog" entrou na lista das "500 Melhores Canções de Todos os Tempos" da Rolling Stone na tricentésima posição, assim como "Stairway to Heaven", que se destacou em trigésimo primeiro lugar.
De fato, "Stairway to Heaven" continua sendo o maior sucesso da banda até hoje, sendo também uma das canções mais bem sucedidas da música. Em 1991, vinte anos após seu lançamento, foi anunciado que a canção havia sido tocada mais de duas milhões e oitocentas mil vezes em estações de rádio só nos Estados Unidos, e em 2000 já havia atingido a marca de três milhões de transmissões. Em 2009, a revista Guitar World elegeu o solo de Jimmy Page na faixa em primeiro lugar na lista dos "100 Maiores Solos de Guitarra na História do Rock and Roll", e no mesmo ano a população da cidade de Nova Iorque também a deixou na primeira posição na pesquisa da Classic Rock que listou as "1.043 Maiores Canções de Todos os Tempos".

## Turnê promocional
Para promover o álbum, o Led Zeppelin realizou uma extensa turnê mundial entre 16 de fevereiro de 1972 e 29 de julho de 1973. A banda iniciou a turnê na Oceânia, com apresentações na Austrália e Nova Zelândia, apresentando as canções do novo álbum pela primeira vez; depois, realizou uma série de apresentações em arenas dos Estados Unidos e Canadá entre junho e julho, e depois concluiu 1972 com seis datas no Japão e vários concertos pelo Reino Unido, alguns realizados já no início de 1973. Após uma pequena pausa, a banda retomou a turnê com uma série de concertos na Europa que incluiu oito países, e encerrou a turnê com uma nova série de datas pela América do Norte, contando com apresentações em arenas e estádios, com o concerto final realizado no Madison Square Garden na cidade de Nova Iorque.
Foi nessa última apresentação que a banda gravou o álbum ao vivo The Song Remains the Same. Além do concerto, foi produzido um filme de mais de uma hora e meia de duração, mostrando os integrantes da banda nos bastidores da turnê, assim como em cenas pessoais com suas famílias em casa ou em outros lugares. O filme foi lançado nos cinemas americanos em 20 de outubro de 1976 e depois disponibilizado em LaserDisc em 1985 e em VHS em 1990, com a versão em DVD saindo em 31 de dezembro de 1999.

## Lista de faixas
| Lado 1 |                          |                                       |         |  |
| N.º    | Título                   | Compositor(es)                        | Duração |  |
| 1.     | "Black Dog"              | Jimmy Page, Robert Plant e John Jones | 4:57    |  |
| 2.     | "Rock and Roll"          | Page, Plant, Jones e John Bonham      | 3:40    |  |
| 3.     | "The Battle of Evermore" | Page e Plant                          | 5:52    |  |
| 4.     | "Stairway to Heaven"     | Page e Plant                          | 8:02    |  |

| Lado 2         |                         |                                             |         |  |
| N.º            | Título                  | Compositor(es)                              | Duração |  |
| 1.             | "Misty Mountain Hop"    | Page, Plant e Jones                         | 4:38    |  |
| 2.             | "Four Sticks"           | Page e Plant                                | 4:45    |  |
| 3.             | "Going to California"   | Page e Plant                                | 3:31    |  |
| 4.             | "When the Levee Breaks" | Page, Plant, Jones, Bonham e Memphis Minnie | 7:08    |  |
| Duração total: | Duração total:          | Duração total:                              | 42:33   |  |

## Desempenho nas paradas e certificações
| País           | Parada (1971-1972)                            | Melhor posição |
| -------------- | --------------------------------------------- | -------------- |
| Alemanha       | Media Control Charts                          | 9              |
| Austrália      | ARIA Charts                                   | 2              |
| Canadá         | Canadian Albums Chart                         | 1              |
| Espanha        | PROMUSICAE                                    | 8              |
| Estados Unidos | Billboard 200                                 | 2              |
| França         | SNEP                                          | 2              |
| Japão          | Oricon                                        | 2              |
| Noruega        | VG-lista                                      | 3              |
| Nova Zelândia  | Recording Industry Association of New Zealand | 34             |
| Países Baixos  | MegaCharts                                    | 7              |
| Reino Unido    | UK Albums Chart                               | 1              |

| País           | Provedor | Certificação               | Vendas      |
| -------------- | -------- | -------------------------- | ----------- |
| Alemanha       | BVMI     | Platina                    | 300 mil+    |
| Argentina      | CAPIF    | Platina                    | 60 mil+     |
| Austrália      | ARIA     | 8× Platina                 | 560 mil+    |
| Brasil         | ABPD     | Ouro                       | 30 mil+     |
| Canadá         | CRIA     | 2× Diamante                | 2 milhões+  |
| Estados Unidos | RIAA     | 23× Platina ( 2× Diamante) | 23 milhões+ |
| França         | SNEP     | 2× Platina                 | 600 mil+    |
| Países Baixos  | NVPI     | Platina                    | 100 mil+    |
| Reino Unido    | BPI      | 6× Platina                 | 1,8 milhão+ |
| Suíça          | IFPI     | Platina                    | 50 mil+     |

## Créditos
A seguir estão listados os músicos e técnicos envolvidos na gravação e produção de Led Zeppelin IV:
| Banda principal - Robert Plant – Vocal e gaita - Jimmy Page – Guitarra, violão e bandolim - John Paul Jones – Baixo, teclado e sintetizadores - John Bonham – Bateria e percussão Convidados - Ian Stewart – Piano (em "Rock and Roll") - Sandy Denny – Vocal feminino (em "The Battle of Evermore") | Equipe técnica - George Chkiantz – Mixagem - Andy Johns – Engenheiro de som - George Marino – Remasterização digital - Graphreaks – Coordenação gráfica - Barrington Colby Mom – Arte da capa |